# آقای اسمیت به واشینگتن می‌رود
آقای اسمیت به واشینگتن می‌رود (به انگلیسی: Mr. Smith Goes to Washington) فیلمی درام سیاسی کمدی، محصول ۱۹۳۹، به کارگردانی فرانک کاپرا با بازی جین آرتور و جیمز استوارت و کلود رینس و ادوارد آرنولد (هنرپیشه) است. فیلمنامه این اثر توسط سیدنی باکمن نوشته شده که مشابه جریان رسوایی تیپات دم است که برتون ویلر سناتور ایالت مونتانا در زمان ریاست جمهوری وارن جی. هاردینگ آن را مطرح کرده بود.
زمانی که فیلم برای نخستین بار اکران گردید جنجال‌برانگیز شد ولی در گیشه به فروش فوق‌العاده ۹ میلیون دلار رسید و همچنین بعد از اکران این فیلم جیمز استوارت تبدیل به ستاره سینما گردید.
این فیلم در دوازدهمین دوره جوایز اسکار نامزد یازده جایزه شد که در نهایت برنده جایزه جایزه اسکار بهترین داستان (فیلم نامه غیر اقتباسی) شد. این فیلم در فهرست فیلم‌هایی که برترین انگاشته شده‌اند قرار دارد، همچنین در سال ۱۹۸۹، کتابخانه کنگره این فیلم را در فهرست ملی ثبت فیلم قرار داد.

## خلاصه داستان
گروهی از سیاست مداران تصمیم می‌گیرند مرد ساده لوح روستایی را به‌عنوان جانشین سناتوری که در گذشته‌است روی کار بیاورند…

## بازیگران
- جیمز استوارت، جفرسون اسمیت
- جین آرتور، کلاریسا ساندرز
- کلود رینس، سناتور جوزف پین
- ادوارد آرنولد (هنرپیشه)، جیم تیلور
- گای کیبی، فرماندار هوپر
- یوجین پلت، مک گان
- بولا بوندی، مادر آقای اسمیت
- هری کری (بازیگر)، رئیس مجلس سنا[۳]
- مت مک‌هیو
- فرد تونز
- بایرون فولگر
- ارویل آلدرسون
- فرانک ام. توماس
- ادوارد اِرل
- لیف مک‌کی
- هری سی. بردلی
- فیلیپ هرلیک
- جین مورگان
- چارلز سالیوان
- گلادیس گیل
- لستر دُر
- بروکس بندیکت
- هری واتسون
- دلمار واتسون
- بیلی واتسون
- گَری واتسون
- چارلز آر. مور